# Rudolf Vogeltanz
Rudolf Vogeltanz (* 4. Juni 1941 in Graz; † 11. Jänner 1994) war ein österreichischer Geologe, Musiker und bildender Künstler.

## Leben
Rudolf Vogeltanz wurde als erster Sohn seiner Eltern in Graz geboren und erfuhr durch seinen Vater eine sehr strenge und autoritäre Erziehung, die sein ganzes Leben prägte. Nach dem Besuch der Volks- und Mittelschule studierte er in Graz Geologie. Nach Studienabschluss und Promotion trat er im Jahr 1964 seine Stelle im Haus der Natur in Salzburg an. 1965 heiratete er die Lehrerin Elisabeth Tautscher, die er schon während des Studiums kennengelernt hatte. In der Nacht zum 11. Januar 1994 nahm er sich das Leben.

## Beruf
Rudolf Vogeltanz arbeitete sich in kurzer Zeit beruflich in den Bereich Museumsdidaktik ein. Er informierte sich durch Exkursionen in andere Museen und gestaltete die Geologische Sammlung im Haus der Natur Salzburg völlig neu, wobei ihm sein künstlerisches Talent half. Nebenbei betreute er die paläologische Sammlerrunde, führte paläologische Grabungsexkursionen durch und verschaffte dadurch dem Museum interessantes neues Material. U. a. arbeitete er an der klassischen Fossilfundstelle in St. Pankraz am Haunsberg. Von Beginn seiner beruflichen Karriere an arbeitete Rudolf Vogeltanz wissenschaftlich, obwohl ihm wenig Literatur und Gerätschaften zur Verfügung standen. Das erst im Jahr 1967 gegründete Institut für Geologie und Paläontologie an der Universität Salzburg war ebenfalls schlecht ausgestattet und bot daher wenig Hilfe.
Als die Nachfolge von Eduard Paul Tratz feststand, bewarb sich Rudolf Vogeltanz beim Amt der Salzburger Landesregierung, wo er im Jahr 1971 zu arbeiten begann. Sein Auftrag war, einen geologischen Dienst aufzubauen, der vorwiegend aus Amtssachverständigengutachten mit Schwerpunkt Baugeologie und Hydrogeologie bestand. Im Jahr 1979 wurde ihm die Berufsbezeichnung Landesgeologe zugesprochen, 1989 wurde er zum korrespondierenden Mitglied der Geologischen Bundesanstalt ernannt und 1992 wurde ihm der Titel Hofrat verliehen.

## Musiker und Künstler
Rudolf Vogeltanz war wie sein jüngerer Bruder Günther ein sehr musischer Mensch und hatte in seiner Jugend überlegt, Musiker zu werden. Er studierte Geige, spielte Klavier und Ziehharmonika. Ab 1966 setzte er sich mit Karikatur, Malerei und Grafik auseinander. Auch in der Kunst war er „ein ruhelos Ringender“ wie Gottfried Tichy in seinem Nachruf auf Rudolf Vogeltanz schreibt. Auf der Suche nach neuen Ausdrucksmitteln befasste er sich seit 1975 mit Holz- und Linolschnitten, ab 1976 mit der Aquarelltechnik und Pastellarbeiten. Noch in seiner Zeit als erfolgreicher Landesgeologe überlegte er, den Brotberuf aufzugeben, um sich ganz der Kunst zu widmen. Er fühlte sich künstlerisch dem Grafiker Felix Vallotton nahe, dem Expressionismus verbunden, brachte im Eigenverlag Werkkataloge heraus und sammelte auch Holzschnitte, z. B. von Alfred Kubin und Beckmann. Er hatte regen Kontakt mit Künstlern wie den Malern Walter Berg, Fronius und Schnabel. Seine dennoch stets eher im Privaten gehaltene umfassende und vielseitige künstlerische Arbeit prägte auch den Comiczeichner, Illustrator und Regisseur Jörg Vogeltanz, seinen Neffen, in frühen Jahren und beeinflusste dessen künstlerische Entwicklung nicht unwesentlich. Rudolf Vogeltanz lebte auch sein großes Interesse an Literatur aus, besuchte Lesungen und lernte Gerhard Amanshauser kennen, der ihm im Laufe der Zeit ein enger Freund bis in die letzten Stunden seines Lebens wurde. Er war auch ein Reisender und besuchte fast alle Länder Europas, die Türkei, Thailand und die Vereinigten Staaten Amerikas.
Die Scheidung im Jahr 1993 nach einer außerehelichen Beziehung, aus der eine Tochter hervorging, setzte ihm sehr zu. Ein Selbstporträt aus dem Jahr 1993 zeigt seinen inneren Zustand. Am 11. Januar 1994 setzte er seinem Leben ein Ende.
Unterhalb der Festung Kniepass bei Unken, Unteres Saalachtal im Pinzgau wurde zu seinem Andenken eine Gedenktafel angebracht.

## Veröffentlichungen
Rudolf Vogeltanz hat zwischen 1964 und 1994 zahlreiche Fachartikel publiziert und einige Kunstkataloge herausgegeben.
- Rudolf Vogeltanz: Holzschnitte 1977–1983. Eigenverlag, Salzburg 1983 (signierte und auf 500 Exemplare limitierte, nummerierte Ausgabe)
- Rudolf Vogeltanz: Zeichnungen, Aquarelle und Holzschnitte 1978–1990. Eigenverlag, Salzburg 1990
- Rudolf Vogeltanz: Zeichnungen. Eigenverlag, Salzburg 1991
- Rudolf Vogeltanz: Die letzten Zeichnungen. Eigenverlag, Salzburg 1993
- Rudolf Vogeltanz: Menschen und Tiere, Zeichnungen. Eigenverlag, Salzburg 1994